# Markus Oscarsson
Markus Oscarsson, né le 9 mai 1977 à Västerås, est un kayakiste suédois.